# Galaxina
Galaxina ist ein US-amerikanischer Low-Budget-Science-Fiction-Film von Regisseur William Sachs aus dem Jahr 1980. Der Film ist eine Parodie von bekannten Spielfilmen wie Star Wars, 2001: Odyssee im Weltraum, Star Trek oder Alien – Das unheimliche Wesen aus einer fremden Welt mit dem Playmate Dorothy Stratten in der Hauptrolle der titelgebenden Heldin.
Kurz nach Veröffentlichung des Filmes wurde die 20-jährige Hauptdarstellerin Dorothy Stratten, die 1980 von den Lesern des US-Herrenmagazins Playboy zum „Playmate des Jahres“ gewählt wurde, von ihrem eifersüchtigen Ehemann getötet, der anschließend Suizid beging. Galaxina ist Strattens vorletzter Film als Schauspielerin. Der Film erschien in Deutschland erstmals 1982 auf VHS.

## Handlung
In ferner Zukunft, man schreibt das Jahr 3008, nimmt mit der Entdeckung neuer Galaxien und Zivilisationen das routinemäßige Aufkommen von Raumflügen rapide zu, so dass Polizeitruppen entsandt werden, um in den unendlichen Weiten der bekannten Sternensysteme zu patrouillieren. Eines dieser bemannten Polizeiraumschiffe ist der Polizeikreuzer Nr. 308 – „Infinity“, dessen Crew neben den Ordnungskräften und einem skurrilen steinebeißenden Gefangenen auch aus einem weiblichen, navigierenden Roboter namens Galaxina besteht. Diese neuartige und ungewöhnliche Maschine, eine stumme, androide Schönheit, ist in der Lage, Gefühle zu empfinden; gleichzeitig ist sie äußerst wehrhaft.
Eines Tages erhält Captain Cornelius Butt einen neuen Auftrag. Die Infinity wird mit ihrer sonderbaren Besatzung auf eine 27-jährige Reise zum Planeten „Alter 1“ entsandt, wo man den mystischen Edelstein „Blauer Stern“ vermutet, mit dessen Hilfe man die Kontrolle über das Universum erlangen kann. Auf dem Weg zum weit entfernten Gestirn, den die Mannschaft im Kryo-Kälteschlaf verbringt, übernimmt Galaxina die verantwortungsvolle Überwachung aller lebensnotwendigen Funktionen des Schiffes. In dieser Zeit bringt sich der Schiffsroboter, nachdem sich der athletische Sergeant Thor in sie verliebt, selbständig das Sprechen bei, entledigt sich ihres elektrischen Feldes und programmiert sich zur „menschlichen Frau“.
Kurz vor ihrem Bestimmungsziel entlässt Galaxina die fünfköpfige Crew aus ihrem fast drei Jahrzehnte langen Schlaf, den die Männer bis auf Captain Butt nahezu unbeschadet und ungealtert überstehen. Die Kälteschlafkammer des Polizeichefs wurde unglücklicherweise von einer an Bord befindlichen außerirdischen Lebensform sabotiert, was bei Butt neben dem Älterwerden auch zu einer gewissen Senilität führt. In dieser Phase wird das Polizeiraumschiff vom Flugobjekt des bösartigen Ordrics – einem Außerirdischen, der sich ebenfalls für das Mineral interessiert – angegriffen und beschädigt, was unweigerlich zur unsanften Landung auf dem Zielplaneten führt. Die bewaffnete Galaxina wird daraufhin allein in die düstere Stadt geschickt, um ein dort vermutetes Stück des Gesteins zu bergen, was ihr auch, trotz der Einmischung Ordrics, gelingt. Auf ihrer Mission wird sie allerdings von terrorisierenden, Harley Davids Sohn verehrenden Rocker-Aliens, die die Weltherrschaft an sich reißen wollen, gefangen genommen.
Derweil startet der liebestolle Thor in Buzz’ Begleitung die Suche nach der vermissten leidenschaftlichen Androidin, die zeitlich versetzt ihrem Angebeteten Thor ihre Liebe gestand. Dem Suchtrupp gelingt es nach wenigen Momenten, die gefesselte Galaxina zu befreien, das blaue Mineral zu bergen und zum Raumschiff zurückzukehren. In der Zwischenzeit wurde die Infinity von Ordric mit Waffengewalt unter seine Kontrolle gebracht. Alle Besatzungsmitglieder, darunter auch der eintreffende Suchtrupp, werden vom außerirdischen Schurken in Gewahrsam genommen, bis dieser von dem an Bord befindlichen Alien, der zuvor den körperlichen Verfall des Captains verschuldete, dematerialisiert wird. Am Ende des Films befreit das kleine, namenlose Ungetüm die gefangene Infinity-Crew. Voller Freude über die gewonnene Freiheit verspeist der ebenfalls befreite „Steinbeißer“ den gesuchten Edelstein. Daraufhin kehrt die Infinity erneut zum unwirklichen Planeten zurück, um nach einem weiteren Gesteinsstück zu suchen. Galaxina und Thor werden ein glückliches Paar.

## Kritiken
Das Lexikon des internationalen Films schrieb, der Film sei „eine auf das schauspielerisch völlig untalentierte Ex-Playboy-Modell Dorothy R. Stratten ausgerichtete unlogische Science-Fiction-Film-Parodie.“

## Film-im-Film
Der gezeigte Film-im-Film ist ein Ausschnitt aus der DEFA-Produktion Der schweigende Stern.